# 宋嫂鱼羹
宋嫂鱼羹是中国浙江杭州的一道名菜，其历史可以追溯到南宋初年。清朝和民国时期，宋嫂鱼羹指的是醋溜鱼（今称西湖醋鱼）。现在杭州餐饮店所供应的宋嫂鱼羹又名赛蟹羹，是用鳜鱼（或鲈鱼）制作的羹汤类菜肴。

## 历史
北宋南迁时，宋五嫂从旧都汴京南下到南宋都城临安，在钱塘门外西湖畔开店售卖鱼羹，是当时杭城著名的饮食店。:4771:33周密《武林旧事》记录说：淳熙六年（1179年）三月十六，太上皇赵构乘船游览西湖，让湖边的店铺呈送食物。因宋五嫂称自己来自汴京，赵构特别传她本人登船，又看她年纪大了，赏赐金、银和绢。此后人们争相品尝鱼羹，宋五嫂由此发家致富。:48,163
清朝和民国时期，位于西湖边的五柳居、楼外楼等酒家以醋溜鱼（又称醋搂鱼、醋缕鱼，今称西湖醋鱼）闻名，相传即宋嫂鱼羹。袁枚、赵翼、俞樾、俞平伯等都曾品尝过这道菜，在诗文中留下相关记载。:122:531:209
现在杭州餐饮店供应的宋嫂鱼羹是用鳜鱼（或鲈鱼）制作的羹汤类菜肴，跟西湖醋鱼完全不同。:1261956年浙江省认定的36个杭州名菜中并没有这道羹汤。:3111977年出版的《中国菜谱·浙江》中收录了这道菜，名为“赛蟹羹”。:111据1959年进入楼外楼工作的厨师陶海明回忆，这道菜由他改良定型，后来才逐渐冠以“宋嫂鱼羹”之名。
宋嫂鱼羹（赛蟹羹）现已成为杭州菜的代表菜品之一。:39G20杭州峰会期间，彭丽媛在楼外楼宴请领导夫人，菜单中就有宋嫂鱼羹。

## 做法
宋嫂鱼羹（赛蟹羹）的常见做法大致为：将鳜鱼鱼身沿脊骨片成左右两大扇，蒸熟后把鱼肉夹成碎块，去掉鱼皮和鱼骨。再将鸡汤煮沸，加入笋丝、香菇丝、鱼肉，然后勾薄芡，倒入蛋黄液搅匀，加少许醋去腥，即告完成。上菜时再加火腿丝提味，加薑末去腥。:111